# Vincent Favolini
Vincent Favolini, né le 8 juin 1987 à Sète, est un footballeur français international de football de plage.

## Palmarès
Balaruc Beach Soccer
- Championnat de France de football de plage
  - Champion en 2008[1],[2],[3]

 FC Sète Beach Soccer
- Championnat de France de football de plage
  - Champion de département et de Région en 2009[1]

 AS Frontignan
- Championnat de France de football de plage
  - Champion de département[1]

 Montpellier Hérault Beach Soccer
- Championnat de France de football de plage
  - Finaliste en 2012 et 2013[1]

## Statistiques
Clubs successifs :
- Balaruc
- FC Sète
- Pointe Courte
- Balaruc
- AS Frontignan AC